# Tell es-Sakan
Tell es-Sakan (àrab: تل السكن, Tall as-Sakan), també conegut com Tell ar-Ramad (àrab: تل الرماد, Tall ar-Ramād) és una excavació a Palestina, a 5 km al sud de Gaza. Alguns materials foren descoberts per casualitat el 1998 durant una construcció civil, i s'hi trobà un gran complex que va estar habitat del 3300 aC al 2300 aC. S'hi han trobat objectes predinàstics egipcis. S'han descobert també les muralles, les més antigues d'Egipte i Palestina, i que podrien indicar que, vers el 3000 aC (o fins i tot abans), era un centre administratiu egipci pel sud de Canaan. Fou ocupada vers el 2650 aC per cananeus. Cap al 2300 aC, va quedar abandonada i quan els pastors es van sedentaritzar vers el 1800 aC, es van establir prop d'allí, a Tell al-Ajjul, que fou una ciutat pròspera al segon mil·lenni aC.
El govern islamista de Hamas pretén construir-hi una base militar.